# 格兰比 (科罗拉多州)
格兰比（英語：Granby），是美国科罗拉多州格兰德县下属的一座城市。建市于1905年12月11日，面积大约为12.765平方英里（33.06平方公里）。根据2010年美国人口普查，该市有人口1,864人。2011年估计该市有人口1,827人，相比2010年人口增长率为-1.98%。同时，论人口该市是科罗拉多州第116大城市。